# テイラー・アイゼンハート
テイラー・アイゼンハート(Taylor Eisenhart, 1994年7月14日 - )は、アメリカ合衆国・ユタ州出身の自転車競技選手。「エイセンハート」、「アイセンハート」とも表記される。

## 来歴
2012年、ステージレースでの活躍や世界選手権ジュニア個人タイムトライアルで5位に入った力を認められ、翌年BMC・レーシングの下部チームに加入。同年、テューリンゲン一周のU-23版のレースで総合6位に入り新人賞を獲得。
2016年からBMC・レーシングチームに昇格。ホームレースのツアー・オブ・ユタで総合7位となる。また、ジャパンカップにも出場。チームプレゼンテーション時にハイテンションなノリで会場を盛り上げた。
2017年からコンチネンタルチームであるホロウェスコ・シタデルへ移籍。

## 主な成績

### 2012年
- Tour du Pays de Vaud　総合優勝 (第1,2aステージ 優勝)
- Tour d'Abitibi　総合優勝、山岳賞 (第2,3ステージ 優勝)
- 世界選手権ジュニア 個人タイムトライアル  5位

### 2013年
- テューリンゲン一周 U-23　総合6位、新人賞

### 2014年
- アメリカ合衆国選手権
  - U-23 個人タイムトライアル　優勝
  - U-23 個人ロードレース　3位

### 2015年
- アメリカ合衆国選手権 U-23 個人タイムトライアル　6位

### 2016年
- ジロ・デッラ・ヴァッレ・ダオスタ　区間優勝 (第1ステージ 優勝、ITT)
- トロフェオ・バンカ・ポポラーレ・ディ・ヴィチェンツァ　6位
- ツアー・オブ・ユタ　総合7位

### 2017年
- レッドランド・バイシクル・クラシック　総合優勝 (第2ステージ 優勝)
- ツアー・オブ・ジ・ギラ　総合3位
- ツアー・オブ・ユタ　総合11位

## エピソード
- 昨年のジャパンカップで爆発的に知名度が上がった、そのファンキーなパフォーマンスが魅力である。2017年のツアー・オブ・ユタの第5ステージではファン投票で最多票を集めた選手が着れるフェイバリットジャージを着用したことから、日本のみならずアメリカでも高い人気がある。ちなみに、その表彰でもファンキーな振る舞いを見せた。